# Emil Nielsen
Pour les articles homonymes, voir Nielsen.
Emil Nielsen, né le 10 mars 1997 à Aarhus, est un handballeur international danois qui évolue au poste de gardien de but.

## Biographie
Emil Nielsen a débuté le handball à l'âge de 10 ans et c'est en 2015 au Aarhus Håndbold qu'il joue à seulement 18 ans ses premiers matchs professionnels. Et de belle manière puisqu'il est élu meilleur gardien de but du championnat du Danemark au terme de la saison 2015-2016. Si sa carrière a été un peu freiné à cause d'une méningite contractée en 2016, il est recruté par le Skjern Håndbold à partir de l'été 2017. Il se fait alors remarquer sur la scène internationale en réalisant de belles prestations, notamment en Ligue des champions. Champion du Danemark en 2018, il connaît sa première sélection en équipe nationale danoise le 5 avril 2018 face à la France lors de la Golden League.
Alors qu'il était encore engagé pour deux ans avec Skjern, le HBC Nantes rachète son contrat pour qu'il rejoigne le club à l'été 2019,. 
Profitant de l'absence de Cyril Dumoulin, en reprise après sa grave blessure en janvier, Emil Nielsen n'a pas tardé à se révéler sous les couleurs du H : auteur de 39 arrêts en quatre rencontres, le gardien de but a pris les commandes du classement des gardiens et a été désigné joueur du mois de septembre.
Après une médaille d'or avec le Danemark au championnat du monde 2021, il reste en concurrence forte avec Kevin Møller et Jannick Green pour être le deuxième gardien derrière Niklas Landin Jacobsen et doit ainsi attendre 2024 pour participer à sa deuxième compétition internationale, le championnat d'Europe 2024, conclu par une médaille d'argent après une défaite en finale face à la France. Il est ensuite retenu pour participer aux Jeux olympiques 2024, mais le lendemain de son entrée dans la compétition, il apprend la mort brutale de son père. Il décide toutefois de ne pas quitter ses coéquipiers et le jour des obsèques, il réalise 8 arrêts en demi-finale face à la Slovénie pour envoyer son équipe en finale des JO avant de devenir champion olympique deux jours plus tard en s'imposant en finale face à l'Allemagne.

## Palmarès

### En club
Compétitions nationales
- Vainqueur du Championnat du Danemark (1) : 2018
- Vainqueur de la Coupe du Danemark (1) : 2017
- Vainqueur de la Coupe de la Ligue française (1) : 2022
- Deuxième du Championnat de France (2) : 2020 et 2022
- Vainqueur du Championnat d'Espagne (1) : 2023, 2024
- Vainqueur de la Coupe ASOBAL (1) : 2023, 2024
- Vainqueur de la Coupe du Roi (1) : 2023, 2024

Compétitions internationales
- Ligue des champions
  - Vainqueur (1) : 2024
  - troisième (1) : 2023

### En sélection
- Première sélection le 5 avril 2018 face à la  France à la Golden League
- Médaille d'or au championnat du monde 2021
- Médaille d'argent au championnat d'Europe 2024
- Médaille d'or aux Jeux olympiques de 2024
- Médaille d'or au championnat du monde 2025

### Distinctions individuelles
- élu meilleur gardien de but du championnat du Danemark (1) : Saison 2015-2016
- élu joueur du mois de septembre du championnat de France 2019-2020[5]
- élu meilleur gardien de but du championnat d'Europe des moins de 18 ans en 2014[7].
- meilleur gardien de but au championnat d'Europe 2024 (en pourcentage)